# Raúl Muñoz
Raúl Andrés Muñoz Mardones es un exfutbolista chileno. Se desempeñó de defensa central y lateral. Fue seleccionado y jugó en Santiago Wanderers, Colo-Colo, Unión Santa Cruz, entre otros.

## Trayectoria
Su debut profesional fue el club Unión Santa Cruz en 1993 en la Primera B, club del cual pasó a Santiago Wanderers en 1994. Tras lograr el ascenso a la primera división en 1995, para la temporada 1997 es transferido a Colo-Colo. En diciembre de 1999, fue cedido por 6 meses al C.D.Numancia de la Primera División española. En el conjunto albo, formó parte del equipo que obtuvo el campeonato de Clausura 2002.
A mediados de 2003, fue transferido al San Luis Potosí de la Primera División Mexicana. En 2004, regresó a Chile para defender los colores de Audax Italiano, retirándose a fines de dicha temporada.

## Selección nacional
Fue seleccionado nacional entre los años 1997 y 2003, período en el que jugó siete partidos.

### Participaciones internacionales con la selección

#### En Copa América
| Torneo            | Sede    | Resultado     |
| ----------------- | ------- | ------------- |
| Copa América 1997 | Bolivia | Primera ronda |

#### Participaciones en eliminatorias a la Copa del Mundo
| Eliminatoria                     | Sede                | Resultado   | Posición | Partidos |
| -------------------------------- | ------------------- | ----------- | -------- | -------- |
| Clasificatorias Francia 1998     | Francia             | Clasificado | 4.º      | 0        |
| Clasificatorias Corea-Japón 2002 | Corea del Sur Japón | Eliminado   | 10.º     | 3        |
| Clasificatorias Alemania 2006    | Alemania            | Eliminado   | 7.º      | 1        |

## Clubes
| Club                    | País   | Año       |
| ----------------------- | ------ | --------- |
| Unión Santa Cruz        | Chile  | 1993      |
| Santiago Wanderers      | Chile  | 1994-1996 |
| Colo-Colo               | Chile  | 1997-2003 |
| → C.D.Numancia (cedido) | España | 2000      |
| San Luis Potosí         | México | 2003      |
| Audax Italiano          | Chile  | 2004      |

## Palmarés

### Campeonatos nacionales
| Título           | Club               | País  | Año           |
| ---------------- | ------------------ | ----- | ------------- |
| Primera B        | Santiago Wanderers | Chile | 1995          |
| Primera División | Colo-Colo          | Chile | Clausura 1997 |
| Primera División | Colo-Colo          | Chile | 1998          |
| Primera División | Colo-Colo          | Chile | Clausura 2002 |